# Mohammad Ali Khan Zand
Mohammad Ali Khan Zand (en persan : محمدعلی خان زند), né vers 1760 et mort le 19 juin 1779, est le deuxième chah de la dynastie Zand. Il règne sur l'empire perse du 6 mars au 19 juin 1779.
Après la mort de Karim Khan le 1er mars 1779, la Perse se retrouvre sans maître. Son frère Zaki Khan proclame Mohammad Ali, le fils puîné de Karim Khan comme roi. Peu après, il fait aussi d'Abolfath Khan, un autre fils de Karim Khan, son co-monarque.
Mohammad Ali Khan meurt d'une attaque cardiaque le 19 juin suivant, après trois mois de règne.